# Capitites goliath
Capitites goliath är en tvåvingeart som först beskrevs av Mario Bezzi 1924.  Capitites goliath ingår i släktet Capitites och familjen borrflugor. Inga underarter finns listade.